# Kent Claesson
John Kent Olof Claesson, född den 29 juli 1971 i Tofteryd, är en svensk före detta friidrottare (långdistanslöpare). Han tävlade för Skillingaryds FK, IFK Växjö och Spårvägens FK. Utbildad tränare vid Gymnastik- och idrottshögskolan i Stockholm. 
Vid EM inomhus 2000 i Gent gick Claesson till final på 3 000 meter och kom där på en tiondeplats.
Han deltog i maratonloppet vid EM i Göteborg 2006, men var tvungen att bryta loppet.
Claesson utsågs år 1998 till Stor grabb nummer 437.

## Personliga rekord
| Utomhus - 1 500 meter – 3:48,26 (Jönköping 27 maj 2003) - 3 000 meter – 7:59,20 (Karlstad 31 augusti 1999) - 3 000 meter – 8:00,18 (Cottbus, Tyskland 4 juni 2003) - 5 000 meter – 13:31,54 (Hechtel, Belgien 1 augusti 1998) - 10 000 meter – 29:02,39 (Esbo, Finland 18 maj 2002) - 10 km landsväg – 29:44 (Stockholm 11 augusti 2001) - Halvmaraton – 1:04:23 (Haag, Nederländerna 19 mars 2005) - Maraton – 2:17:07 (Sevilla, Spanien 29 februari 2004) | Inomhus - 1 500 meter – 3:45,95 (Göteborg 8 februari 1997) - 3 000 meter – 7:48,44 (Karlsruhe, Tyskland 14 februari 1997) |

### Fotnoter
1. 1 2 3 4 5 6  ”SWEDISH TEAM Media Guide. European Athletics Championships, Göteborg 2006.”. friidrott.se. Arkiverad från originalet den 4 juni 2012. https://web.archive.org/web/20120604124725/http://www.friidrott.se/press/emguide_06.aspx. Läst 9 december 2016.
2. ↑  ”Tävlingsårsskiftesövergångar 1 december 2003”. friidrott.se. 5 november 2003. Arkiverad från originalet den 20 december 2016. https://web.archive.org/web/20161220142305/http://www.friidrott.se/forbundsinfo/overgangar/Arsskifte0304.aspx. Läst 9 december 2016.
3. 1 2 3 4 5 6 7  Wiger 2006, s. 57.
4. ↑  Wiger 2006, s. 70.
5. ↑  Wiger 2006, s. 75.
6. ↑  ”SM i marathon 2006”. marathon.se. http://registration.marathon.se/ResultList.aspx?LanguageCode=sv&RaceId=51. Läst 1 juni 2016.
7. ↑  ”SM i marathon 2007, herrar”. Arkiverad från originalet den 16 augusti 2007. https://web.archive.org/web/20070816031033/http://www.stockholmmarathon.se/resultat2007/42_SM.cfm?Cat_ID=1&SM=yes&Lan_ID=1. Läst 28 mars 2015.
8. 1 2  Wiger 2006, s. 81.
9. ↑  Wiger 2006, s. 91.
10. ↑  ”Terräng-SM 2007, dag 2”. Arkiverad från originalet den 16 april 2010. https://web.archive.org/web/20100416011423/http://www.ifkhalmstad.se/files/arrangemang/TerrangSM/Res_070429.htm. Läst 28 mars 2015.
11. ↑  ”Stora inne-SM 2003, resultat” (html). friidrott.stockholm.se. http://www.friidrott.stockholm.se/ism/resultat/p_resultat.html. Läst 14 april 2015.
12. 1 2 3 4 5 6 7 8 9 10  ”Personsida på AllAthletics” (på engelska). all-athletics.com. Arkiverad från originalet den 17 augusti 2016. https://web.archive.org/web/20160817090443/http://www.all-athletics.com/node/73869. Läst 29 juni 2016.
13. ↑  ”European Athletics Indoor Championships - Gent 2000” (på engelska). european-athletics.org. http://www.european-athletics.org/competitions/european-athletics-indoor-championships/history/year=2000/results/index.html. Läst 30 augusti 2017.
14. ↑  ”European Athletics Championships - Göteborg 2006” (på engelska). european-athletics.org. http://www.european-athletics.org/competitions/european-athletics-championships/history/year=2006/results/index.html. Läst 26 april 2017.
15. ↑  ”Stora grabbars märke”. friidrott.se. Arkiverad från originalet den 31 mars 2016. https://web.archive.org/web/20160331202525/http://www.friidrott.se/historik/storagrabbar.aspx. Läst 29 juni 2016.
16. ↑  ”Stora Grabbar personpresentation”. storagrabbar.se. http://www.storagrabbar.se/grabbar_9.html. Läst 29 juni 2016.
17. 1 2 3 4 5 6  ”Personsida på IAAF:s webbplats” (på engelska). iaaf.org. http://www.iaaf.org/athletes/sweden/kent-claesson-13341. Läst 29 juni 2016.
18. 1 2 3 4 5 6 7  ”Personsida på ARRS” (på engelska). arrs.net. Arkiverad från originalet den 13 augusti 2016. https://web.archive.org/web/20160813165319/http://more.arrs.net/runner/2266. Läst 29 juni 2016.